# Oraste
Oraste – gaun wikas samiti w zachodniej części Nepalu w strefie Gandaki w dystrykcie Syangja. Według nepalskiego spisu powszechnego z 2001 roku liczył on 874 gospodarstw domowych i 4274 mieszkańców (2362 kobiet i 1912 mężczyzn).